# Christian Matthias Schröder (Politiker, 1742)

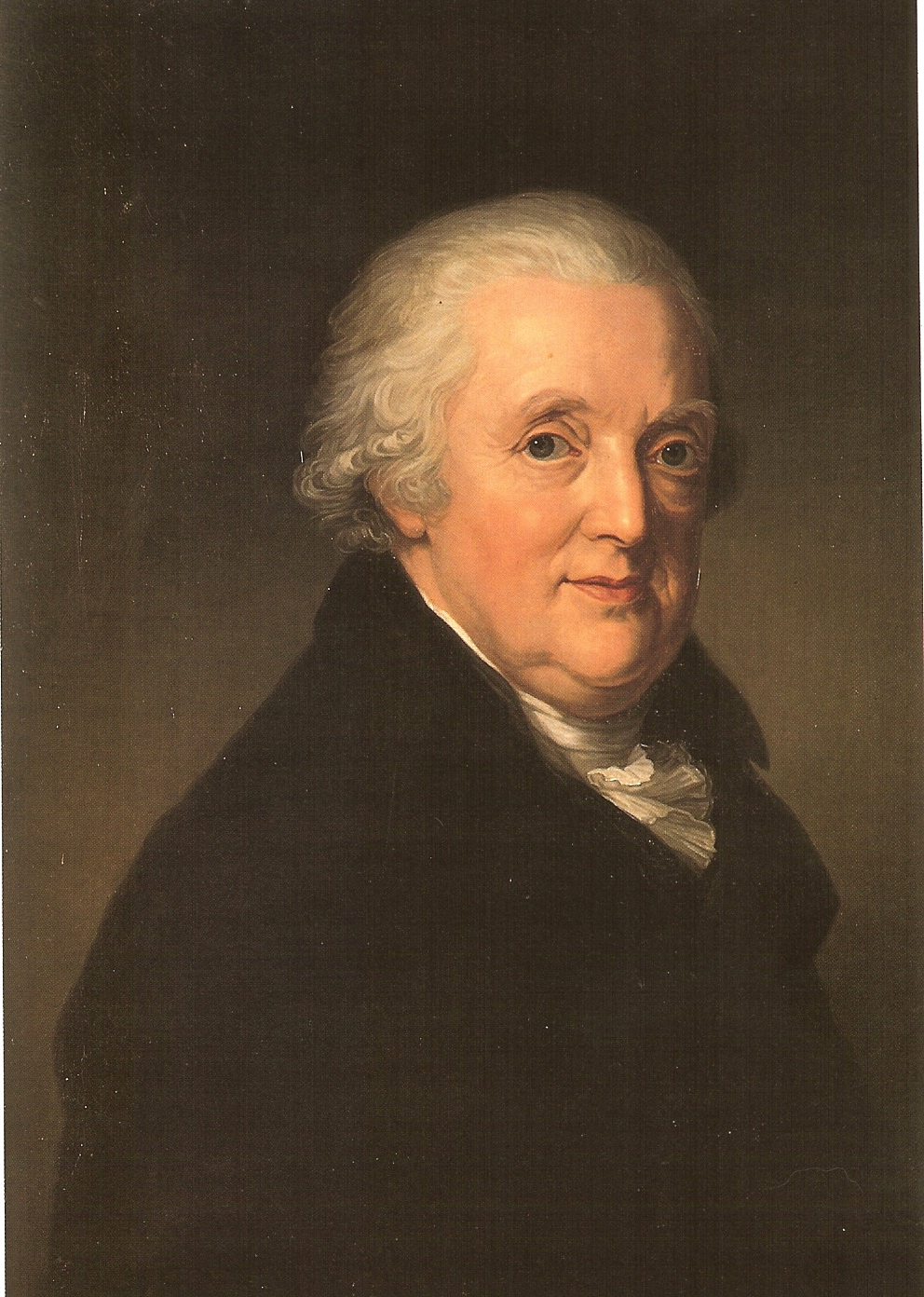
Christian Matthias Schröder

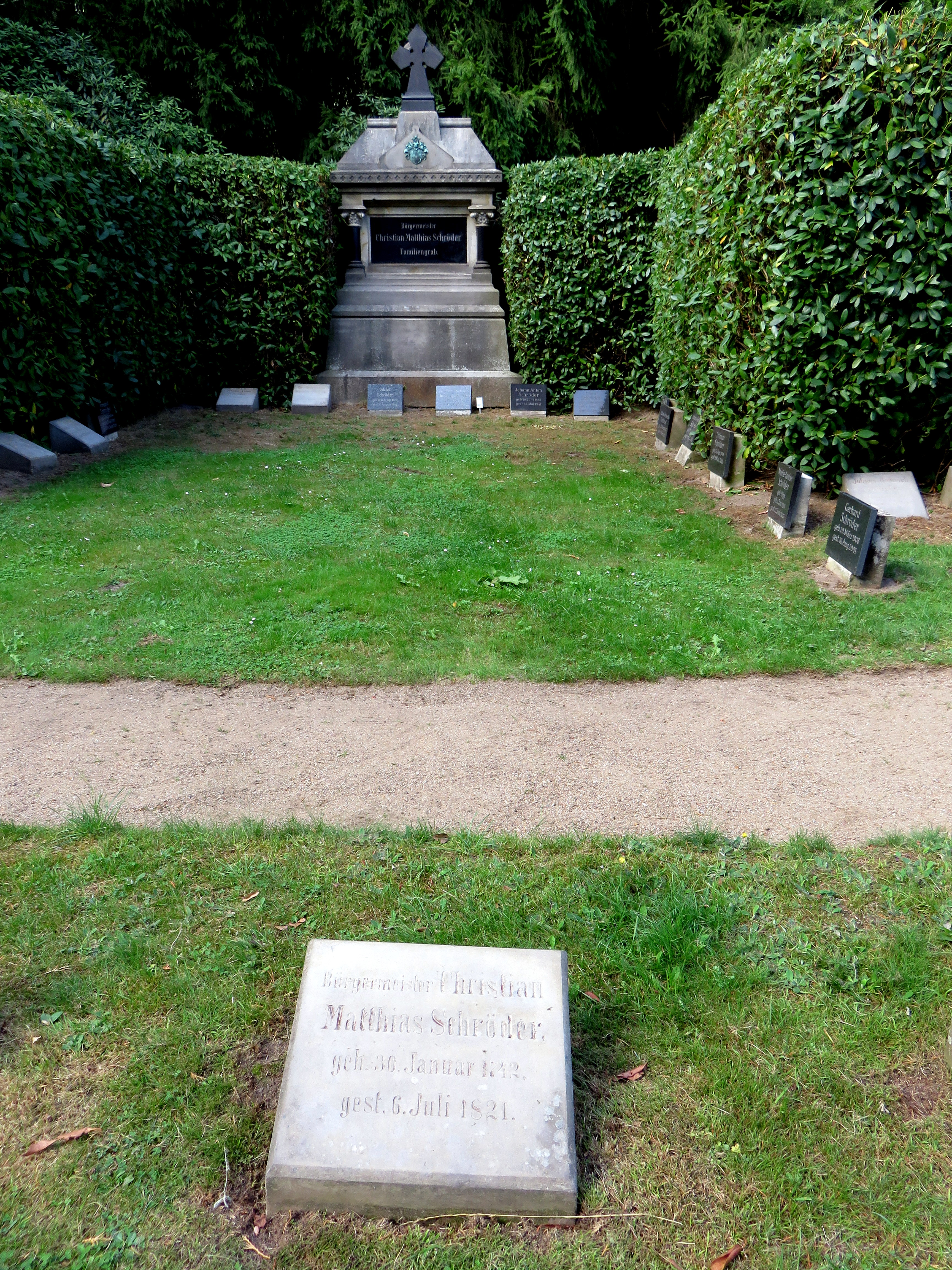
Kissenstein für Christian Matthias Schröder auf dem Friedhof Ohlsdorf

Christian Matthias Schröder (* 30. Januar 1742 in Quakenbrück; † 6. Juli 1821 in Hamburg) war ein hanseatischer Kaufmann, ab 1799 Senator und von 1816 bis zu seinem Tod Bürgermeister der Freien und Hansestadt Hamburg.
Er heiratete 1773 in Hamburg Luise Mutzenbecher (* 1754 Hamburg; † 1813 in Ruhleben bei Plön). Schröder baute von Hamburg aus das weitreichende Handelshaus Christ. Matthias Schröder & Co. auf. Für den Im- und Export über Hamburg gründete er Filialen in Bremen, Amsterdam und London im Westen sowie Sankt Petersburg und Riga im Osten, die von seinen Söhnen und Neffen geführt wurden. Sein ältester überlebender Sohn Christian Matthias, übernahm die Firma, gemeinsam mit dem zweitältesten Sohn Anton Diedrich Schröder (1779–1855), und wurde später auch Hamburger Senator (1821–1859). Ein weiterer Sohn Johann Heinrich gründete in London das heute noch bestehende Bankhaus Schroders.
Christian Matthias Schröder und seine Ehefrau wurden auf dem Begräbnisplatz der Nikolaikirche bestattet. Auf dem Hamburger Friedhof Ohlsdorf befindet sich bei Planquadrat U 21 südlich der Nebenallee und östlich von Kapelle 2 für Christian Matthias Schröder ein Kissenstein neben dem seiner Ehefrau Luise Mutzenbecher.
Seine Tochter Johanna Dorothea Friederike Schröder geb. 2. September 1776 heiratete am 19. Februar 1800 Christoph Friedrich Heeren geb. 2. Januar 1770 (Kaufmann in Hamburg, Vertreter der Bürgerschaft, in vielen Verwaltungen der Stadt und Kirche tätig).